# Franz Gerhard Eschweiler
Franz Gerhard Eschweiler (* 1796 in Köln; † 4. Juli 1831) war ein deutscher Botaniker.

## Leben und Wirken
Franz Gerhard Eschweiler wurde 1796 als Sohn eines Kreisrichters in Köln geboren. 
Nach seinem in Köln abgelegten Abitur studierte er zunächst Rechtswissenschaften in Bonn, wechselte aber dann zu den Naturwissenschaften und setzte sein Studium an der Universität Landshut fort.
Dort wurde er 1824 im Fach Medizin promoviert.
Er wandte sich anschließend der Botanik zu und arbeite an dem von Carl Friedrich Philipp von Martius in Brasilien gesammelten Material. 
In Anerkennung dieser Mitarbeit wurde die brasilianische Strauchgattung Eschweilera nach ihm benannt. Sein botanisches Autorenkürzel lautet Eschw.
Eschweiler arbeitete in der Regensburgischen Botanischen Gesellschaft und erhielt ab 1827 einen Lehrauftrag als Dozent für Naturgeschichte am königlichen Lyzeum in Regensburg.
Diese Tätigkeit musste wegen seines sich verschlechternden Gesundheitszustandes mehrfach unterbrochen werden, er starb am 4. Juli 1831.